# スコット・ヘンダーソン

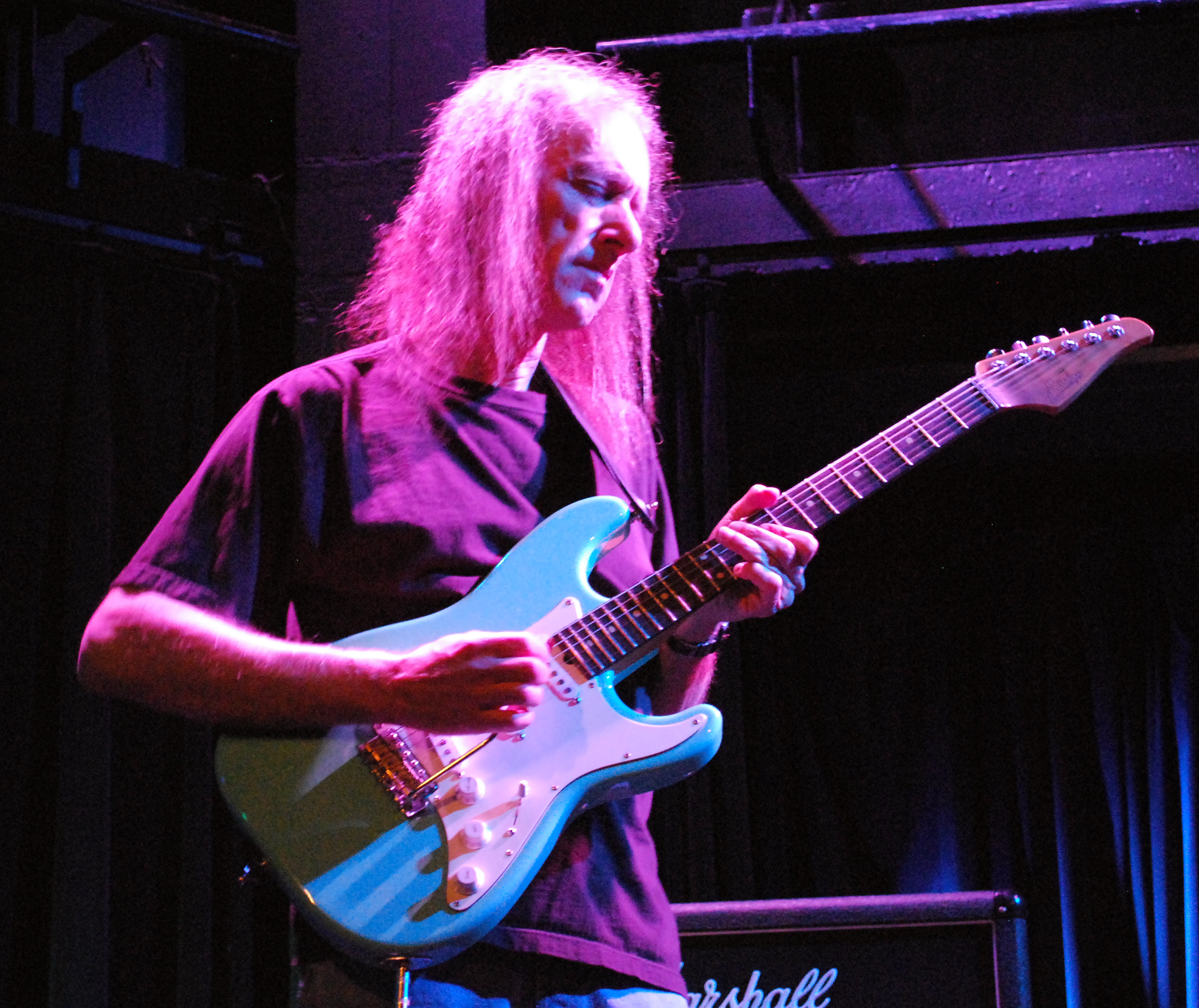
Scott Henderson (2010)

スコット・ヘンダーソン（Scott Henderson、 1954年8月26日 - ）は、アメリカ合衆国のジャズ、フュージョンギタリスト。
トライバル・テックのギタリスト。1992年に『ギタープレイヤー』誌でベスト・ジャズ・ギタリストに選ばれている。

## 初期
フロリダ州のウェストパームビーチで生まれ、スコット・ヘンダーソンは幼い頃からギタープレイに目覚めていた。ロック、ブルース、ファンク、ソウル、ジャズを聴くことに時間を費やす。中でもジャズに非常なる興味を感じ、ジョン・コルトレーンやマイルス・デイヴィスを敬愛していた。
フロリダ・アトランティック大学を卒業後、ロサンゼルスに移住しミュージシャンズ・インスティチュートに入学、ジョー・ディオリオに師事した。インストラクターの一人だったジェフ・バーリンに自分を雇うよう売り込み、バーリンのアルバム『チャンピオン』にギタリストとして参加し、ロサンゼルスで初期のキャリアをスタートさせる。その後、ジャン＝リュック・ポンティのソロ・アルバム『ファーブル』への参加でそのアラン・ホールズワース的なギター・プレイに注目が集まった。チック・コリア・エレクトリック・バンドへの加入と脱退を経て、ジェフ・バーリンのバンド「プレイヤーズ」で活動をしたり、ジョー・ザヴィヌルのバンドであるザヴィヌル・シンジケートの『The Immigrants』、『Black Warter』のレコーディングやライブに参加など、精力的な活動を行っていた。

## トライバル・テック
1984年にゲイリー・ウィリスとともにトライバル・テックを結成。当初はヘンダーソンの個人バンドであり、バンド名を「スコット・ヘンダーソン・トライバル・テック」としていたが、後にウィリスとのプロジェクトとしての傾向が強まり、二人のリーダーシップのもとで1990年代にはトライバル・テックはもっとも高度なフュージョン・バンドとの認知を得て、ツアーとレコーディングは2000年発売の『ロケット・サイエンス』まで続く。その間ヘンダーソンはモダン・ジャズ／フュージョン・ギタリストとして広く知られるようになった。1991年、『ギターワールド』誌のナンバー1ジャズ・ギタリストとなり、1992年、『ギタープレイヤー』誌の読者投票でベスト・ジャズ・ギタリストになる。

## 直近のレコーディング
1990年代中半からヘンダーソンは自身のブルースルーツに戻り、ブルース・アルバム『ドッグ・パーティー』を1994年に、『Tore Down House』を1997年に、『ウェル・トゥ・ザ・ボーン』を2002年にリリース。キーボードなしのバンド編成でプレイを構築。ギターの可能性を追求する冒険に魅せられ続けている。2000年代後半からはトリオでの演奏も原点回帰的にフュージョン色も濃くなり、10年近く続いたブルース・プロジェクトは現在は終止符が打たれた形となっている。
また、ヴィクター・ウッテン、スティーヴ・スミスと共に、ヴァイタル・テック・トーンズのメンバーとして2006年に2枚組CDをリリース。
2010年以降はジェフ・バーリン、デニス・チェンバースとのユニットが始動。当初は「The Fusion Trio」、最終的には「HBC」として活動を継続している。同年にはSTB139、翌年にはShibuya O-EASTで来日公演も行った。
2011年3月には自身のトリオで全国ツアーを行う予定だったが、3月10日の東京公演を終え、仙台に移動する途中、福島で東日本大震災に遭遇。以後の公演はすべて中止となり、十時間以上かけて東京に戻ったが空港が開かれずに台湾での公演も中止されている。しかしその半年後に「HBC」で早くも再来日を果たし、その半年後にはMIのクリニックで単身来日しているなど親日的なスタンスに喜ぶファンも多い。
また、2012年には12年ぶりとなるトライバル・テックの新作アルバム『テン』をレコーディング。スコット・キンゼイ、ゲイリー・ウィリスとそれぞれ3曲ずつをプロデュースする形で録音が行われた。前作同様インプロヴィゼーションのジャム・セッションを録音してから曲に仕上げる形でレコーディングしている。スコット自身は「Mech X」「Got Faith 'N Phat」「Palm Moon Plaza」を担当。「Corn Butter」は純然たるジャム・セッションから生まれたもので共作となっている。同作のエンジニアリングはスコット・キンゼイが担当。彼の能力を買ったスコットは「HBC」のアルバムでもキンゼイにエンジニアリング・ミックスダウンを依頼している。
2013年3月8日にはブルーノート東京で一日限りの来日公演も行われ、大盛況のうちに成功させている。

## 使用機材
現在はSuhrのStandard Classicを愛用している。80年代は主にシャーベル(H-S-Hレイアウトのサンバーストカラー)、ジャクソンのストラトキャスタータイプ(H-S-Hレイアウトのメタリックパープルカラー)を使用し、90年代にはエンドーズ契約し540RモデルやアイバニーズL.A CUSTOM SHOP製作のカタログモデルではないオリジナルシェイプの本人モデルのギター(当時はRoland GR-50を使用していた為GKピックアップも搭載していた)を使用していたが、90年代後半からJohn Suhr製作のFenderカスタムショップのギターを使用し、John Suhr独立後にそのままSuhrギターに移行した。ピックアップのレイアウトは3S (全てSuhrのMLモデル) 、ダミーコイルを使用したShurのノイズキャンセル回路(SSC 2 noiseless system）も搭載、本人によるとどのポジションでも均等な音量になるようにピックアップの高さ、およびトーンノブを調整しギター本体のボリュームは80%程度のポイントを基準に演奏中必要に応じて上下させている。ブルース的な演奏に移行する以前はH-S-Hピックアップレイアウトのギターでハムバッカーを主に使用しており、初期（シャーベルはDancan 59 Modelを使用していたが、後はDancan AH-1アランホールズワースモデルなどダブルアジャスタブルボールピース仕様のハムバッカーを好んで使用していた。
使用ピックはFender製のティアドロップ型のHEAVY、レガートなジャズ・フュージョン系プレイとブルースを弾く時では弦にピックを当てる深さを変え、フレーズによってはピックを持つ指以外の指も使用ながら(所謂ハイブリッドピッキング)弾いている。
ケーブルにはMOGAMI 2524(プラグは全てSwich Craft社製)を使用し、バッファー＆ブースト用としてXoticのRCブースター、メインの歪みは田村進氏とコラボレートしたシグネチャ―モデルTWA SH9(2022年頃よりMAXON SD-9から変更、それ以前はAnalogman MODのTS-9なども使用)、他にFULLTONE OCTAFUZZ、ZVEX FUZZ FACTORYを使用、Arion Chorus (True Bypass仕様)、Chase Tone Script Wahを使用している。ボリュームペダルは本人考案のEWS Subtile Volume Control(SVC)を2台使用、1つはメインアンプのFXセンド/リターンに繋ぎ、ドライ音のボリューム調整用として使用、もう1つはウェット音側のアンプのボリューム調整用でメインアンプのEXスピーカーアウトからのドライ音をLine Out Boxに入力、ラインレベルにステップダウンさせてからBOSS のSE-70マルチエフェクターをウェット音用アンプに100%ウェットで入力している、(つまりアンプはドライ/ウェットそれぞれ專用で2台使用)Tech21 MIDI Mouseはパッチチェンジ用フットコントローラーとして使用)している。
エフェクターのパワーサプライは5個の9Vバッテリーを搭載出来るL.A Sound特製のバッテリーボックスを使用し、交換の度に各エフェクターを都度ボードから外さなくても電源供給が出来るようにしている、これはアメリカの電力供給事情も関係しており、良質な電源が供給されない(不安定でノイズが載りやすい)アメリカのような電源環境でもバッテリーを使用する事でノイズの載らない良質な電源供給させる為のアイデアである、またエフェクターボードのサイズには拘りがあり飛行機移動の際に手荷物として持ち込めるサイズまで小型化している。
アンプは以前はカスタムオーディオエレクトロニクス社の物などを使用していたが、現在ライブではSuhr OD-100(ハンドワイアード仕様)をメイン(ドライ音用)に使用、ウェット音用にはFender Hot Rod Deluxeを使用する、ただし海外公演では現地でリース可能なマーシャルとフェンダーを使用している事が多い。
レコーディング専用でBlackface期のVintage Fender Bandmaster(ダンブルMOD)やPlex Marshall(John Suhr MOD)なども所有。 
SPキャビネットはKerry Wright製作の 4x12 closed back straight cabinet を使用し、Celestion製 25watt Greenback(8Ω)を4発搭載。

## 追加情報
現在、カリフォルニアのミュージシャンズ・インスティチュートでギターを教え、2本の教則ビデオをリリースして、教え子にはMuseScoreなどに関わっている萩原健也などがいる。

## ディスコグラフィ

### ソロ・アルバム
- 『ドッグ・パーティー』 - Dog Party (1994年)
- Tore Down House (1997年)
- 『ウェル・トゥ・ザ・ボーン』 - Well To The Bone (2002年)
- 『ライヴ!』 - Live! (2005年)
- Vibe Station (2015年)
- People Mover (2019年)
- Karnevel! (2024年)

### トライバル・テック
- 『スピアーズ』 - Spears (1985年)
- 『Dr. Hee』 - Dr. Hee (1987年)
- 『ノーマッド』 - Nomad (1990年)
- 『トライバル・テック』 - Tribal Tech  (1991年)
- 『イリシット』 - Illicit (1992年)
- 『フェイス・ファースト』 - Face First (1993年)
- 『プライマル・トラックス』 - Primal Tracks (1994年)
- 『リアリティ・チェック』 - Reality Check (1995年)
- 『シック』 - Thick (1999年)
- 『ロケット・サイエンス』 - Rocket Science (2000年)
- 『テン』 - X (2012年)

### プレイヤーズ (withジェフ・バーリン、T・ラヴィッツ、スティーヴ・スミス)
- 『プレイヤーズ・ライブ』 - Player (1987年)

### ヴァイタル・テック・トーンズ (withヴィクター・ウッテン、スティーヴ・スミス)
- Vital Tech Tones (1998年)
- VTT 2 (2000年)

### HBC (with ジェフ・バーリン、デニス・チェンバース)
- 『HBC』 - HBC (2012年)

### その他の参加アルバム
- ジェフ・バーリン :『チャンピオン』 -  Champion (1985年)
- ジャン＝リュック・ポンティ : 『ファーブル』 - Fables (1985年)
- チック・コリア : 『ザ・チック・コリア・エレクトリック・バンド』 - The Chick Corea Elektric Band (1986年)
- ザヴィヌル・シンジケート : 『イミグランツ』 - The Immigrants (1988年)
- ザヴィヌル・シンジケート : 『ブラック・ウォーター』 - Black Water (1989年)
- Richard Hallebeek and Antti Kotikoski : Richie & Antti - Generator (1995年)
- ヴァージル・ドナティ : Just Add Water (1997年)
- ジェフ・バーリン : Crossroads (1999年)
- ザヴィヌル・シンジケート : 『ウィーンの夜：ライヴ・アット・バードランド』 - Vienna Nights: Live at Joe Zawinul's Birdland (2005年)
- Usonic : Evolution (2010年)
- The Crane & Fabian Project : The Crane & Fabian Project (2012年)

## マルチメディア
- Scott Henderson Live At Big Mama - Italy (2001年、Real Video)
- Tribal Tech Live At Big Mama - Italy (2000年、Real Video)
- January 2006 Interview with Scott Kinsey and Scott Henderson for KCLA-FM's Meta Currents
- George Graham reviews Well To The Bone - WVIA-FM, Scranton-Wilkes Barre, PA
- The Chick Corea Elektric Band "Live in Madrid" （レーザーディスク）